# Alpes de monte Leone y san Gottardo
Los Alpes de monte Leone y san Gottardo (también llamados Alpes Lepontinos del Noroeste - Monte Leone-Sankt-Gotthard-Alpen en alemán) son una subsección de los Alpes Lepontinos. Se encuentran en Italia (región del Piamonte) y en Suiza (cantón del Valais, cantón del Tesino, cantón de Uri y cantón de los Grisones) y llevan el nombre de monte Leone y del macizo de san Gotardo. El pico más alto es el monte Leone, que alcanza los 3.552 m sobre el nivel del mar.

## Límites
Limitan:
- al norte con los Alpes de Urane (en los Alpes de Berna) y separados por el puerto de Furka;
- al norte con los Alpes de Urano-Glarner (en los Alpes de Glaris) y separados por el puerto de Oberalp;
- al este con los Alpes de Adula (en el mismo tramo alpino) y separados por el puerto de Lukmanier;
- al sur con los Alpes del Ticino y del Verbano (en el mismo tramo alpino) y separados por el puerto de san Giacomo;
- al suroeste con los Alpes de Mischabel y Weissmies (en los Alpes Peninos) y separados por el paso del Simplon;
- al noroeste con los Alpes berneses en sentido estricto y separados por el curso del río Ródano.

Girando en el sentido de las agujas del reloj, los límites geográficos son: puerto del Simplón, arroyo Saltina, Brig, río Ródano, puerto de Furka, Andermatt, puerto de Oberalp, Disentis, Val Medel, o de Lukmanier, torrente Brenno, Biasca, Val Leventina, Val Bedretto, puerto de San Giacomo, Val Formazza, Valle Antigorio, Val Divedro, puerto del Simplón.

## Sudivisiones
Se dividen en dos supergrupos:

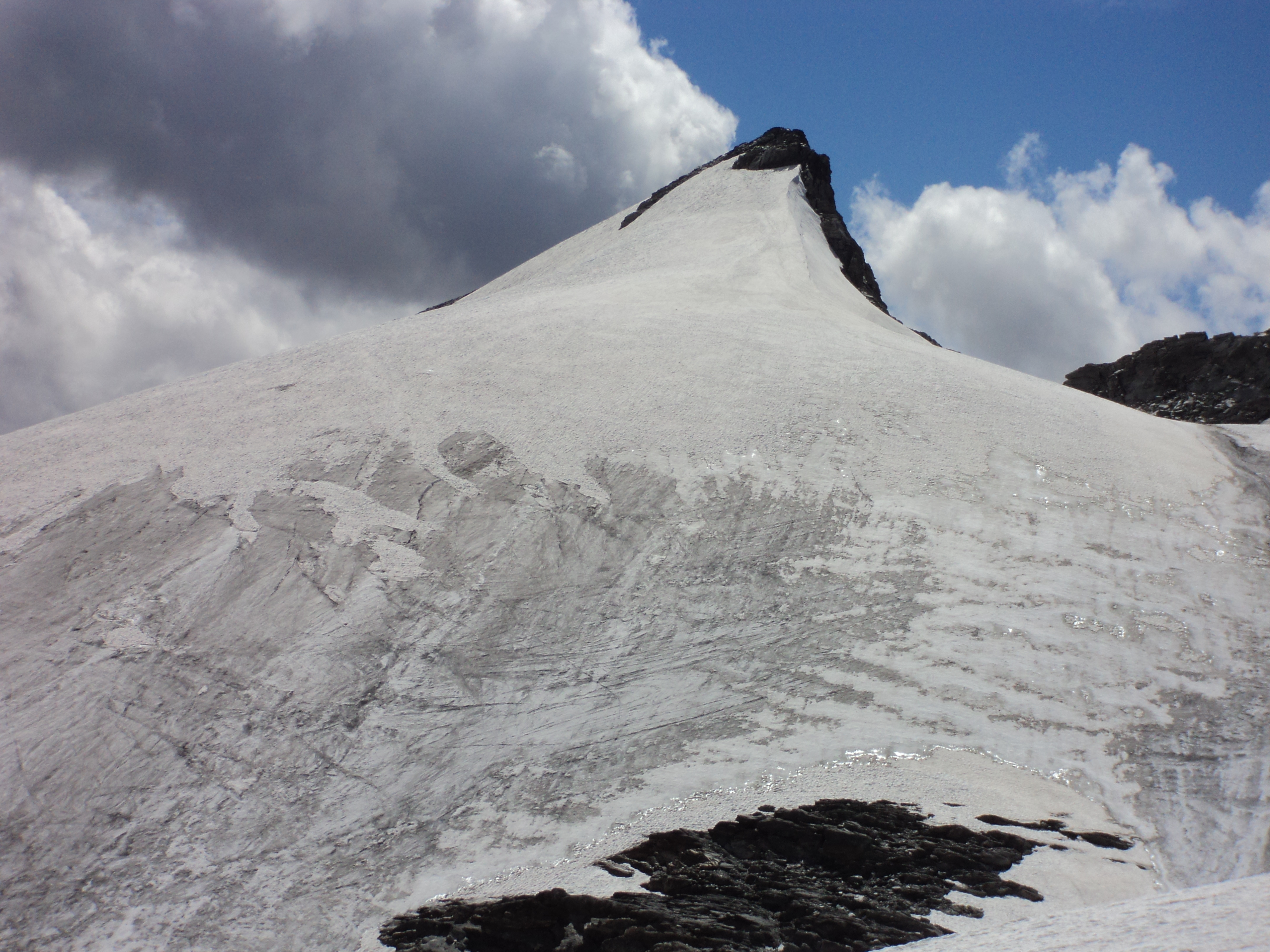
Breithorn

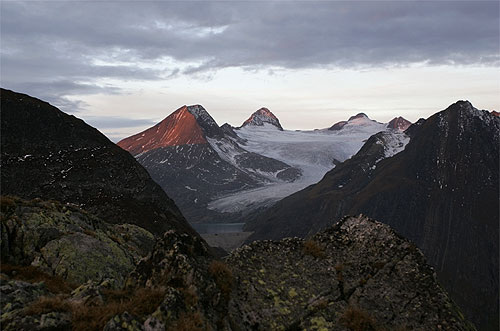
Blinnenhorn

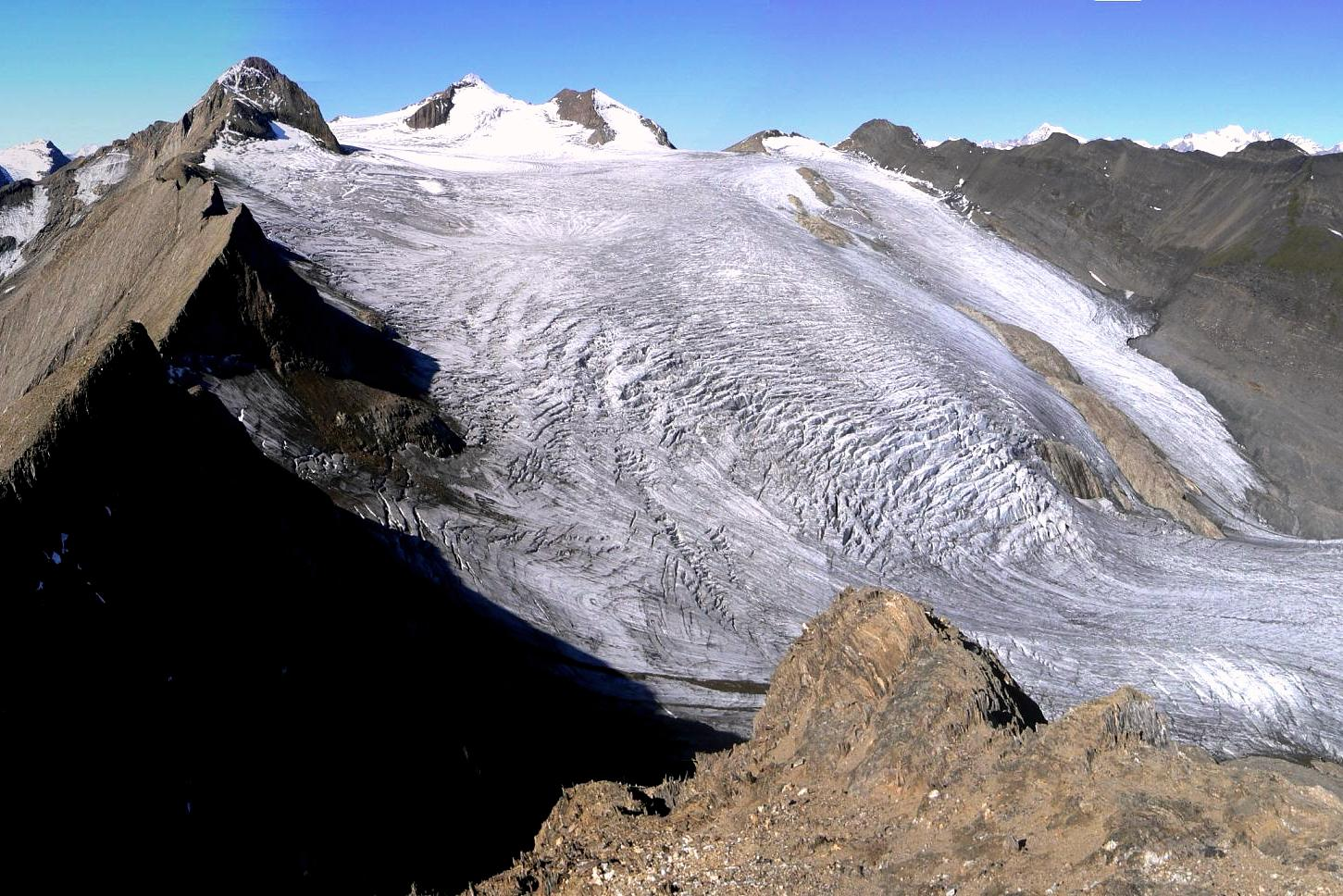
Siedel Rothorn

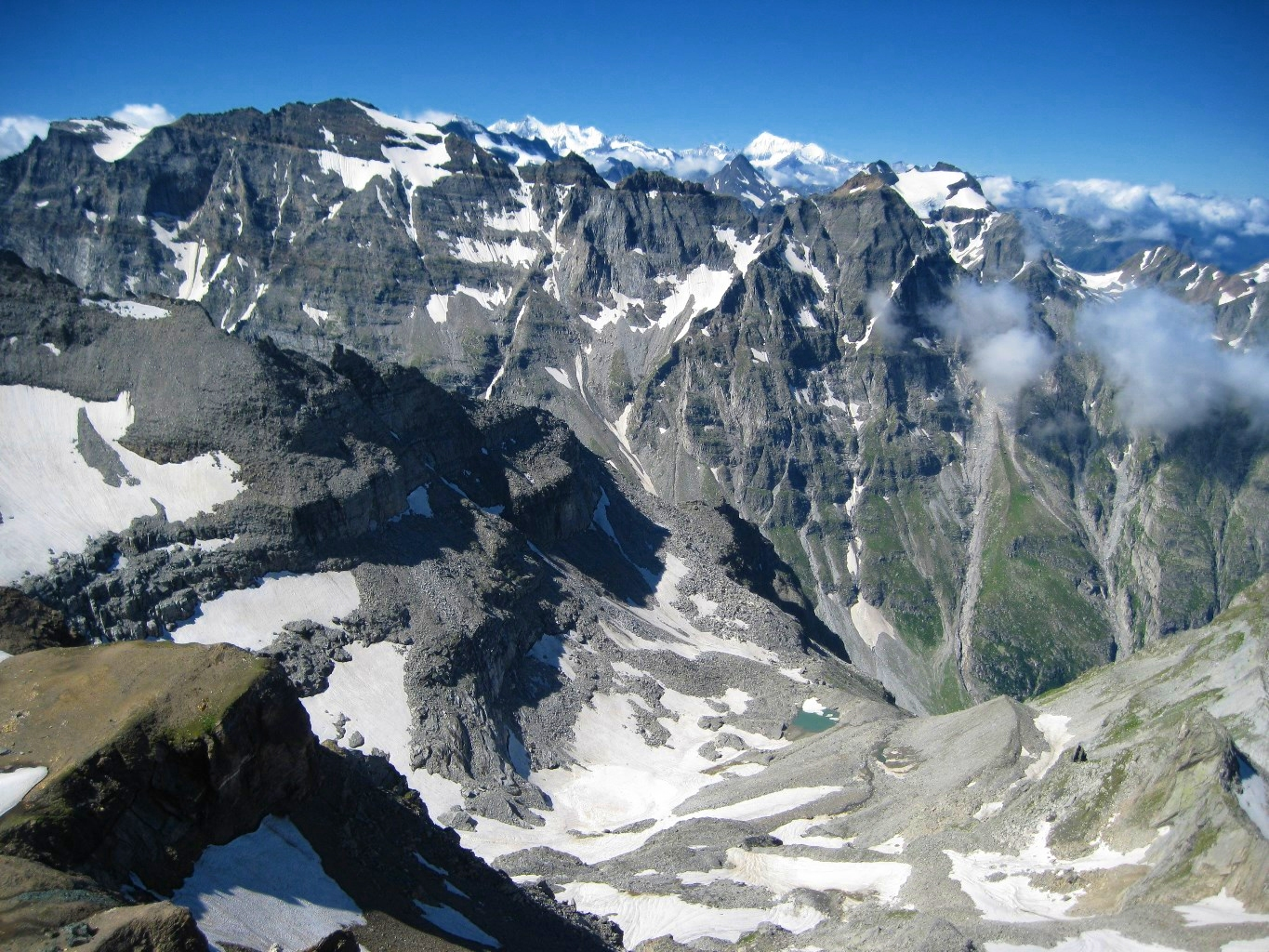
Helsenhorn

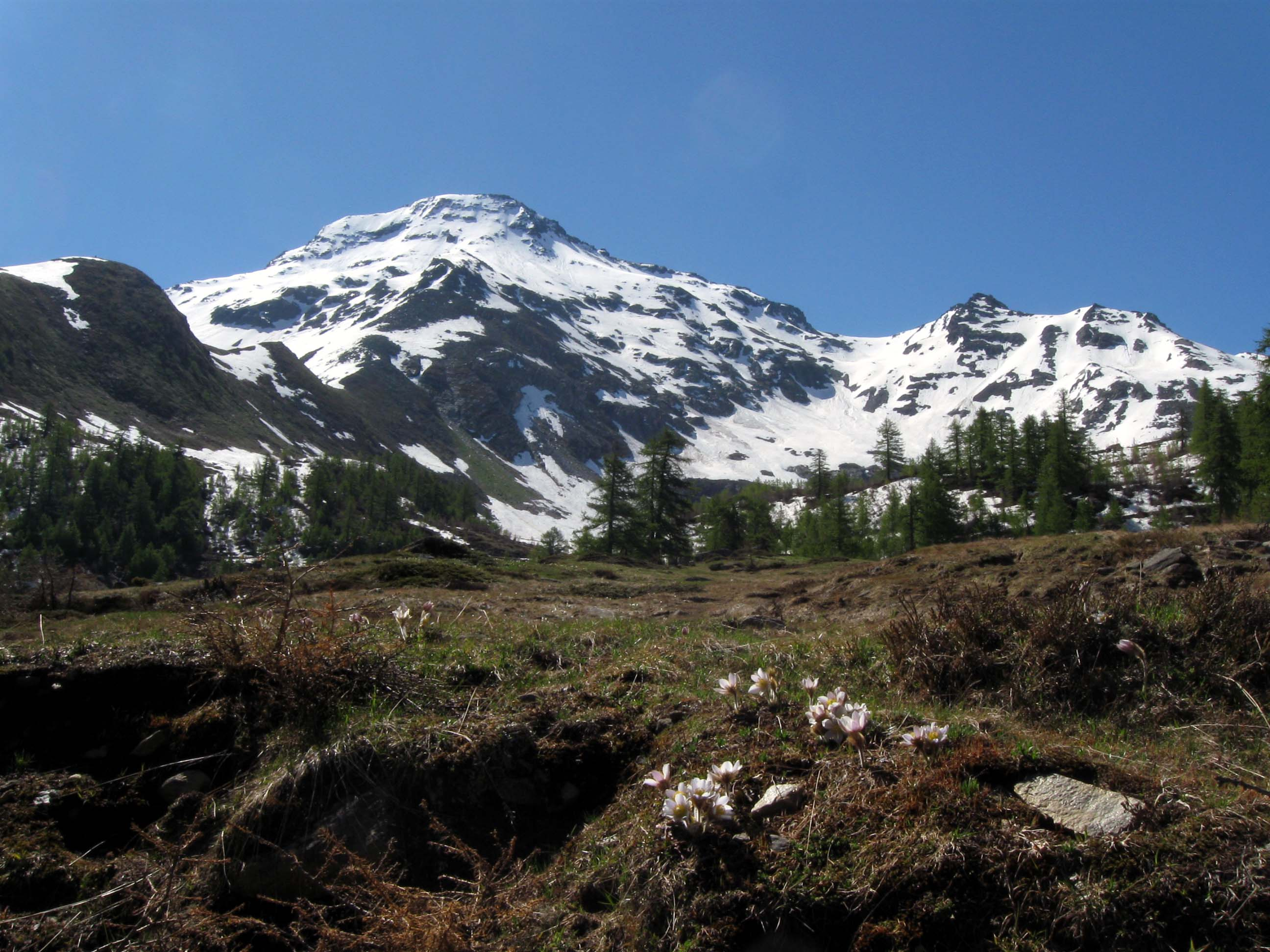
Punta de Terrarossa

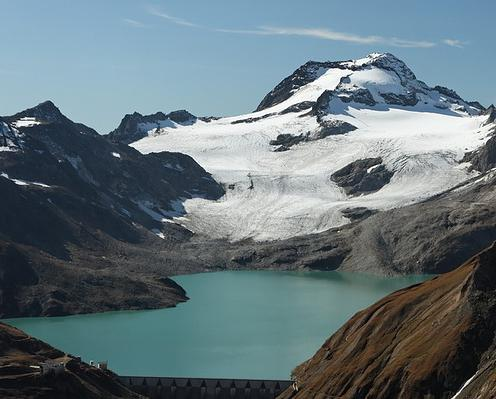
Punta d´Arbola

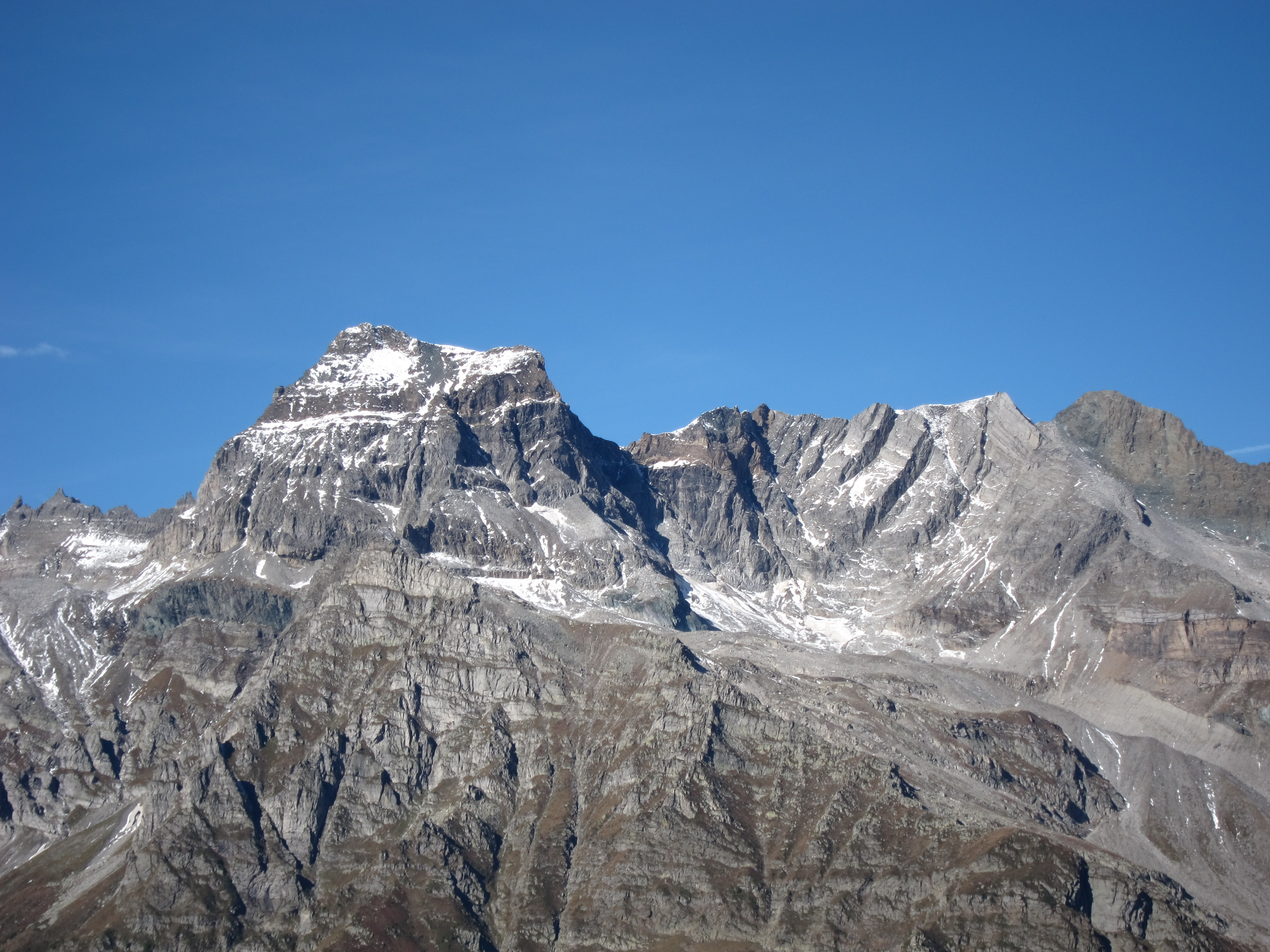
Monte Cervandone

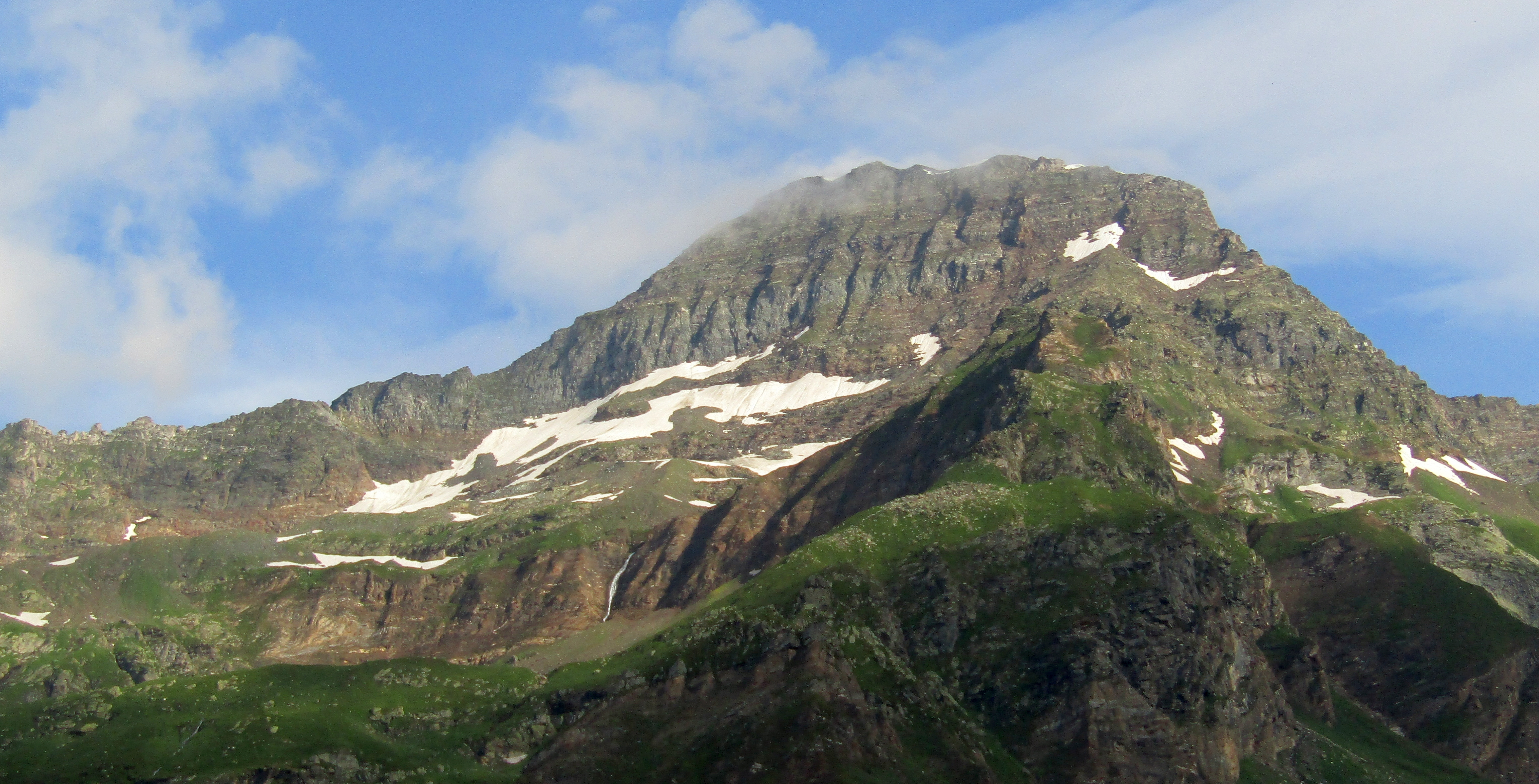
Punta del Rebbio

- la cadena monte Leone-Blinnenhorn al oeste desde el puerto del Simplón hasta  el puerto de Nufenen,
- el macizo de san Gottardo al este desde el puerto de Nufenen hasta el puerto de Lukmanier.

En detalle, la subdivisión en dos supergrupos, ocho grupos y veintiún subgrupos es la siguiente:
- Cadena monte Leone-Blinnenhorn (A)
  - Grupo de monte Leone i.s.a (A.1)
    - Grupo monte Leone en sentido estricto (A.1.a)
    - Cadena Terrarossa-Rebbio-Hillehorn (A.1.b)
    - Grupo Bättlihorn (A.1.c)

  - Grupo Helsenhorn (A.2)
    - Grupo Helsenhorn-Boccareccio (A.2.a)
    - Subgrupo Cistella-Diei (A.2.b)

  - Grupo Cervandone-Valdeserta (A.3)
    - Grupo Cervandona (A.3.a)
    - Cadena Crampiolo-Valdeserta (A.3.b)

  - Grupo punta d'Arbola (A.4)
    - Cadena Arbola-Sabbione (A.4.a)
    - Costiera Busin-Pojala (A.4.b)
    - Nodo del monte Júpiter (A.4.c)
    - Cadena di Ban (A.4.d)
    - Subgrupo Nefelgiù-Freghera (A.4.e)

  - Grupo Blinnenhorn-Valrossa (A.5)
    - Grupo Blinnenhorn (A.5.a)
    - Cadena Gries-Valrossa (A.5.b)
- Macizo de san Gottardo[4] (B)
  - Cadena Gallina-Redondo-Lucendro (B.6)
    - Grupo pizzo Gallina (B.6.a)
    - Grupo Rotondo (B.6.b)
    - Grupo pizzo Lucendro (B.6.c)

  - Cadena pizzo Centrale - Piz Blas (B.7)
    - Grupo pizzo Centrale (B.7.a)
    - Grupo Piz Blas (B.7.b)

  - Grupo Sol (B.8)
    - Costiera de pizzo Sole (B.8.a)
    - Costiera de pizzo Molare (B.8.b)

## Picos principales
Las principales montañas de la subsección son:
- Monte Leone - 3.552 m
- Breithorn - 3.438 m
- Blinnenhorn - 3.374 m
- Siedel Rothorn - 3.287 m
- Helsenhorn - 3.274 m
- Punta di Terrarossa - 3.246 m
- Punta d'Arbola - 3.235 m
- Monte Cervandone - 3.210 m
- Punta del Rebbio - 3.195 m
- Hübschhorn - 3.192 m
- Pizzo Rotondo - 3.192 m
- Punta di Mottiscia - 3.181 m
- Rappehorn - 3.176 m
- Pizzo Pesciora - 3.120 m
- Punta Marani - 3.108 m
- Witenwasserenstock - 3.084 m
- Pizzo Cornera - 3.083 m
- Chüebodenhorn - 3.070 m
- Leckihorn - 3.069 m
- Punta Gallina - 3.061 m
- Punta dei Camosci - 3.046 m
- Piz Gannaretsch - 3.040 m
- Piz Blas - 3.023 m
- Piz Rondadura - 3.016 m
- Monte Giove - 3.009 m
- Pizzo Centrale - 3.003 m
- Corno Gries - 2.969 m
- Punta di Valrossa - 2.968 m
- Pizzo Lucendro - 2.964 m
- Bättlihorn - 2.951 m
- Punta di Valdeserta - 2.939 m
- Corno di Nefelgiù - 2.934 m
- Pizzo Diei - 2.906 m
- Monte Cistella - 2.880 m
- Pizzo Pojala - 2.773 m
- Pizzo Sole - 2.773 m
- Pizzo Crampiolo - 2.766 m
- Pizzi del Busin - 2.737 m
- Pizzo dell'Uomo - 2.662 m
- Pizzo Molare - 2.558 m
- Pizzo Erra - 2.416 m
- Monte Cazzola - 2.330 m